# NFPA 77
NFPA 77（英語: Recommended Practice on Static Electricity）とは、全米防火協会（NFPA）が策定・管理している、静電気による火災や爆発を予防することを目的とした規程である。

## 概要
本規程は静電気の発生源を識別、評価、および管理することにより火災や爆発を予防することを主目的としている。初版発行は1941年。